# Władysław Żmuda
Władysław Antoni Żmuda (Lublin, 1954. június 6. –), lengyel válogatott labdarúgó.
A lengyel válogatott tagjaként részt vett az 1974-es, az 1978-as, az 1982-es és az 1986-os világbajnokságon illetve az 1976. évi nyári olimpiai játékokon.

## Sikerei, díjai
Śląsk Wrocław
- Lengyel bajnok (1): 1976–77
- Lengyel kupagyőztes (1): 1975–76

Widzew Łódź
- Lengyel bajnok (2): 1980–81, 1981–82

Lengyelország
- Világbajnoki bronzérmes (2): 1974, 1982
- Olimpiai ezüstérmes (1): 1976